# 글레처호른
글레처호른(Gletscherhorn, 3,983m)은 스위스 베른주과 발레주의 경계에 위치한 베른 알프스의 산이다. 융프라우 남쪽 라우터브루넨 벽의 동쪽 가장자리를 형성한다.